# Elecciones al Parlamento Europeo de 1994
Las elecciones al Parlamento Europeo de 1994 se celebraron en junio de 1994 a través de todos los Estados miembros de la Unión Europea.
Tras la celebración de las elecciones, el Partido Socialista Europeo llegó a un acuerdo de Gobierno con el Partido Popular Europeo. También se produjo un aumento en el número total de escaños (567 miembros fueron elegidos para el Parlamento Europeo) y una caída en la participación total al 57%.
Los cinco años transcurridos desde las elecciones anteriores habían sido testigos de enormes trastornos políticos en todo el continente. Estos cambios incluyeron el fin del comunismo en Europa, la reunificación alemana, la disolución de la Unión Soviética, el Divorcio de Terciopelo en Checoslovaquia y la desintegración de Yugoslavia. La integración de cinco antiguos estados de Alemania Oriental y Berlín en la República Federal de Alemania constituyó la primera expansión física de la CE desde 1986. El final de la Guerra Fría significó que tres estados políticamente neutrales en Europa habían iniciado un proceso de adhesión a la UE que culminaría con la ampliación de la Unión Europea en 1995. La propia UE había asumido su nombre actual mediante la adopción del Tratado de Maastricht en 1993.

## Resultados
| Resultados finales | Resultados finales | Resultados finales              | Resultados finales            | Resultados finales | Resultados finales | Resultados finales |
| Grupo              | Grupo              | Descripción                     | Líder                         | Miembros           | Miembros           | Miembros           |
| ------------------ | ------------------ | ------------------------------- | ----------------------------- | ------------------ | ------------------ | ------------------ |
|                    | PES                | Socialdemócratas                | Pauline Green                 | 198                |                    |                    |
|                    | EPP                | Conservadores y democristianos  | Wilfried Martens              | 157                |                    |                    |
|                    | ELDR               | Liberales                       | Gijs de Vries                 | 43                 |                    |                    |
|                    | EUL                | Comunistas y Ultraizquierdistas | Alonso Puerta                 | 28                 |                    |                    |
|                    | Forza Europa       | Conservadores y democristianos  | Giancarlo Ligabue             | 27                 |                    |                    |
|                    | EDA                | Conservadores nacionalistas     | Jean-Claude Pasty             | 26                 |                    |                    |
|                    | G                  | Política verde                  | Alexander Langer Claudia Roth | 23                 |                    |                    |
|                    | ERA                | Liberales                       | Catherine Lalumière           | 19                 |                    |                    |
|                    | EN                 | Euroescepticismo                | James Goldsmith               | 19                 |                    |                    |
|                    | NI                 | Independientes                  | ninguno                       | 27                 | Total: 567         | Fuentes:           |

Los miembros de los Demócratas Europeos se habían unido a los del Partido Popular Europeo, algunos como miembros asociados, como los conservadores británicos, que no deseaban suscribirse a la posición pro-federalista del PPE. A pesar de la fusión, el PPE nuevamente no se convirtió en el partido más votado, obteniendo el Partido de los Socialistas Europeos, una vez más la victoria afirmando con una ventaja de 41 escaños sobre el Partido Popular.
Formado en 1994, Forza Italia, que formó su propio grupo de breve duración, Forza Europa, antes de la fusión con la Alianza Democrática Europea un año después de la elección para convertirse en el Grupo Unión por Europa. Además de Forza Europa, otro nuevo grupo fue fundado tras la caída del grupo derechista Europeo: la Europa de las Naciones (Grupo de Coordinación) - el primer grupo euroescéptico en el Parlamento, que duró hasta 1996.

## Distribución de escaños
El número de escaños cambió, para adaptarse a Austria, Finlandia y Suecia, que se uniría al año siguiente, en la celebración de las elecciones a siguientes. Se les concedió 21, 16 y 22 escaños respectivamente. El número total de escañios aumentó de 518 a 567.
- Datos: Q1376071
- Multimedia: European Parliament election, 1994 / Q1376071